# NGC 6555
NGC 6555 est une galaxie spirale intermédiaire (barrée ?) située dans la constellation d'Hercule. Sa vitesse par rapport au fond diffus cosmologique est de 2 126 ± 7 km/s, ce qui correspond à une distance de Hubble de 31,4 ± 2,2 Mpc (∼102 millions d'al). NGC 6555 a été découverte par l'astronome germano-britannique William Herschel en 1799.
À ce jour, trois mesures non basées sur le décalage vers le rouge (redshift) donnent une distance de 26,467 ± 6,962 Mpc (∼86,3 millions d'al), ce qui est à l'intérieur des valeurs de la distance de Hubble.